# 哈拉湖 (甘肃)
哈拉湖也称哈拉诺尔，是一个位于中国甘肃省敦煌市境内已干涸的湖泊，曾是疏勒河的终端湖。哈拉湖地处敦煌市区西北约30千米，南泉湿地自然保护区范围内。历史上疏勒河流入哈拉湖后还可以向继续向西流至库姆塔格沙漠东缘的哈拉奇，现哈拉奇早已成为盐碱地，哈拉湖于1960年干涸。为了保护敦煌的水资源和绿洲，2011年启动实施了敦煌水资源合理利用与生态保护综合规划。经过治理，2017年春干涸半个多世纪的哈拉湖一度重现碧波。